# Vrijdag de 14e: Perspectiefcorrectie
Perspectiefcorrectie is een korte Nederlandse televisiefilm uit 2003 van regisseuse Pascale Simons. De film is geproduceerd en uitgezonden als onderdeel van de serie Vrijdag de 14e van de VARA.

## Verhaal
De zestienjarige Stef is hoogbegaafd en haar ouders zien haar het liefst studeren op Harvard. Haar grote passie, tekenen en schilderen, houdt ze voor haar ouders verborgen. Stiekem bezoekt ze de Kunstacademie en ontmoet daar de punky Nick. Op vrijdag de veertiende neemt ze een belangrijke beslissing.